# Untripenti
Untripenti o Untripentium  (símbol UTP) és el nom sistemàtic proposat per IUPAC per l'hipotètic element químic amb nombre atòmic 135.
Aquest element del 8è període de la taula periòdica pertanyeria a la família dels superactínids i formaria part dels elements del bloc g.
A mesura que s’allunya de l'illa d’estabilitat (no superior a Z ≈ 127), els àtoms sintetitzats haurien de ser ràpidament extremadament inestables, fins al punt que Z ≈ 130 se cita amb freqüència com a límit «experimental» a l'existència pràctica d'aquests elements; per tant, no és segur que l'element 135 es pugui detectar algun dia amb eficàcia.